# Phrixocomes ptilomacra
Phrixocomes ptilomacra là một loài bướm đêm trong họ Geometridae.